# Маратон (Ајова)
Маратон (енгл. Marathon) град је у америчкој савезној држави Ајова. По попису становништва из 2010. у њему је живело 237 становника.

## Демографија
Према попису становништва из 2010. у граду је живело 237 становника, што је -65 (-21.5%) становника више него 2000. године.
| Група             | 2000.       | 2010.       |
| Белци             | 293 (97,0%) | 229 (96,6%) |
| Афроамериканци    | 0 (0,0%)    | 0 (0,0%)    |
| Азијати           | 0 (0,0%)    | 0 (0,0%)    |
| Хиспаноамериканци | 8 (2,6%)    | 6 (2,5%)    |
| Укупно            | 302         | 237         |